# Firmi
Firmi es una comuna francesa situada en el departamento de Aveyron, en la región de Occitania.

## Demografía
| 3012 | 2667 | 2862 | 2930 | 2728 | 2556 | 2348 |
| Para los censos de 1962 a 1999 la población legal corresponde a la población sin duplicidades (Fuente: INSEE [Consultar]) |      |      |      |      |      |      |